# Kajmak

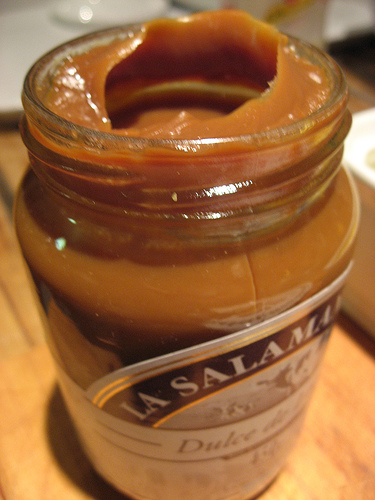
Kajmak

Kajmak – w kuchni polskiej, bardzo słodka, gęsta, ciągliwa, twardniejąca z czasem masa powstała podczas gotowania mleka lub śmietanki z cukrem. Innym sposobem wytworzenia kajmaku jest gotowanie przez 3–4 godziny puszki ze słodzonym mlekiem skondensowanym.
W obydwu metodach przyrządzania kajmaku duże znaczenie ma odpowiedni czas gotowania. Kajmak gotowany zbyt długo, staje się kruchy i zyskuje posmak spalonego karmelu. W przypadku drugiego sposobu, zbyt długie podgrzewanie sprawia, że masa ma galaretowatą konsystencję, co utrudnia jej wykorzystanie np. do pokrycia ciasta. Podgrzewając puszkę w piekarniku, należy ją zanurzyć w naczyniu z wodą, aby przegrzanie nie doprowadziło do jej eksplozji.
Z kajmaku przygotowuje się tzw. masę kajmakową stosowaną m.in. do przekładania mazurków, ciastek i wafli. Wystudzony kajmak uciera się z masłem, a czasami również ze śmietanką i żółtkiem. W domowych warunkach zamiast kajmaku używa się czasem krówek rozpuszczonych w mleku i śmietance. Krówki są wytwarzane ze specjalnych mas kajmakowych.
Smak kajmaku lub masy kajmakowej można wzbogacić dodatkiem wanilii, kawy, czekolady, ciemnego kakao itp.

## Historia
Kajmak, rozumiany jako specjał wytwarzany z cukru i słodkiej śmietanki na wzór kajmaku tureckiego, pojawił się na polskich stołach szlacheckich w XVIII wieku, za panowania Stanisława Augusta.
Cukier był wtedy towarem luksusowym, upodobanie polskiej szlachty do słodyczy rozwinęło się pod wpływem kontaktów z kuchniami Wschodu.
W późniejszym okresie kajmak ewoluował do postaci brązowozłotej, gęstej, twardniejącej masy, w której we wczesnym etapie jego wytwarzania następuje karmelizacja cukru. W takiej formie znalazł zastosowanie jako masa do wielkanocnych mazurków oraz (w XIX i XX wieku) jako nadzienie do drobnych kruchych babeczek. W drugiej połowie XIX wieku, gdy ceny cukru znacznie spadły, do słodkiej śmietanki i cukru zaczęto dodawać tłuszcz, wanilię i czekoladę. 
Po II wojnie światowej, prawdopodobnie dzięki spadkowi cen cukru, kajmak rozpowszechnił się w Polsce pośród innych grup zawodowych i społecznych.
Kajmak znalazł szczególne miejsce w polskiej kuchni kresowej. 1 października 2007 produkt o nazwie „kajmak” został wpisany na listę produktów tradycyjnych województwa kujawsko-pomorskiego. Według oficjalnej specyfikacji, wyrób ten charakteryzuje się w temperaturze pokojowej gęstą, ciągliwą, plastyczną, kleistą, przywierającą do łyżki konsystencją oraz połyskliwym, brązowym kolorem.

## Inne kuchnie
Kajmak popularny jest również w kuchni latynoamerykańskiej, gdzie znany jest pod nazwą dulce de leche.
Kajmak jest jednym z głównych składników angielskiego banoffee pie.